# Forum Theater Stuttgart

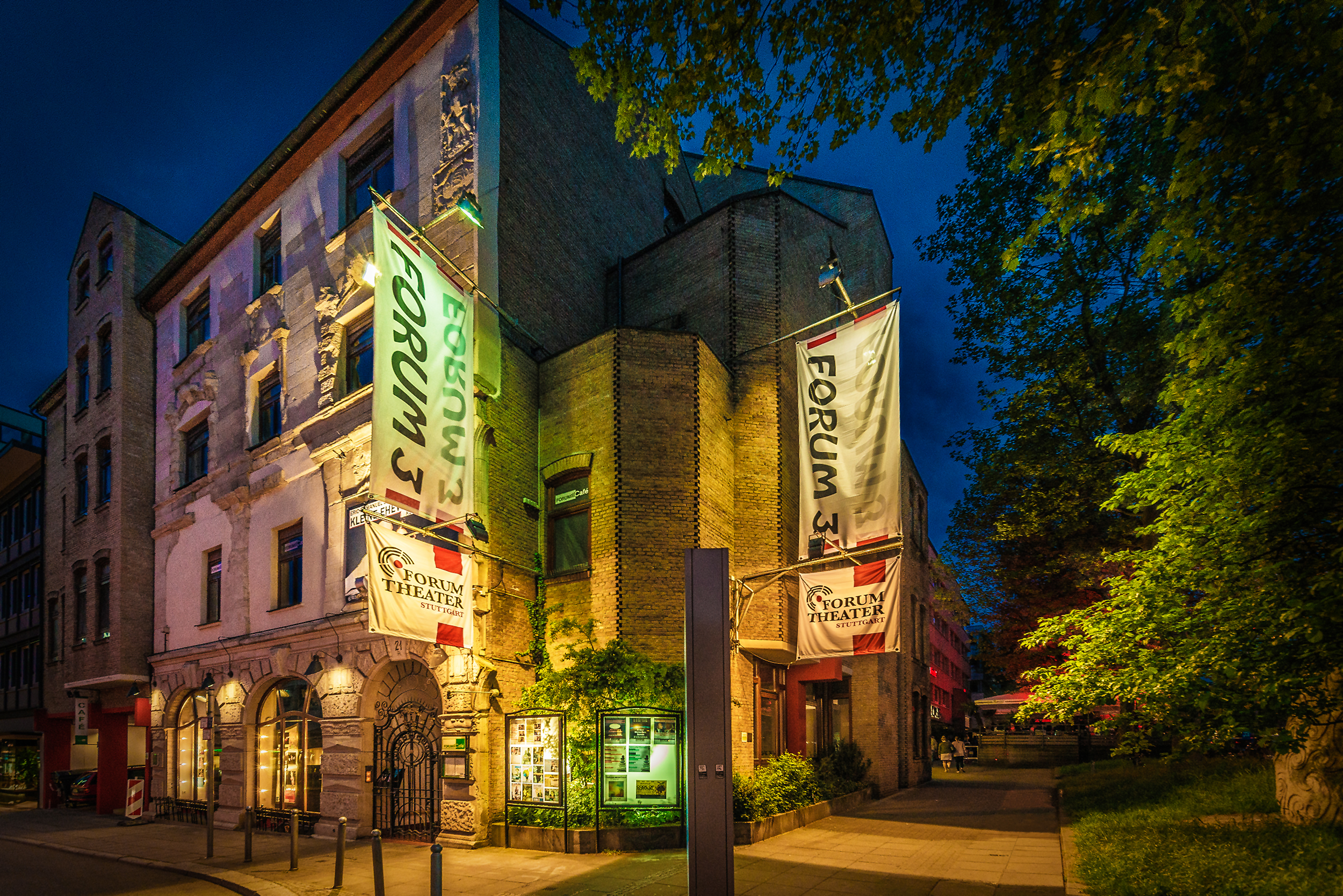
Forum Theater Stuttgart

Das Forum Theater ist ein professionelles Privattheater und liegt im Zentrum von Stuttgart, im Haus des Forum 3. Es hat 120 Plätze.

## Rechtsträger und Förderung
Rechtsträger war bis 2008 der Forum 3 e. V., seither ist das Forum Theater eine gGmbH und wird vom Kulturamt der Stadt Stuttgart sowie dem Ministerium für Wissenschaft, Forschung und Kunst Baden-Württemberg gefördert.

## Geschichte

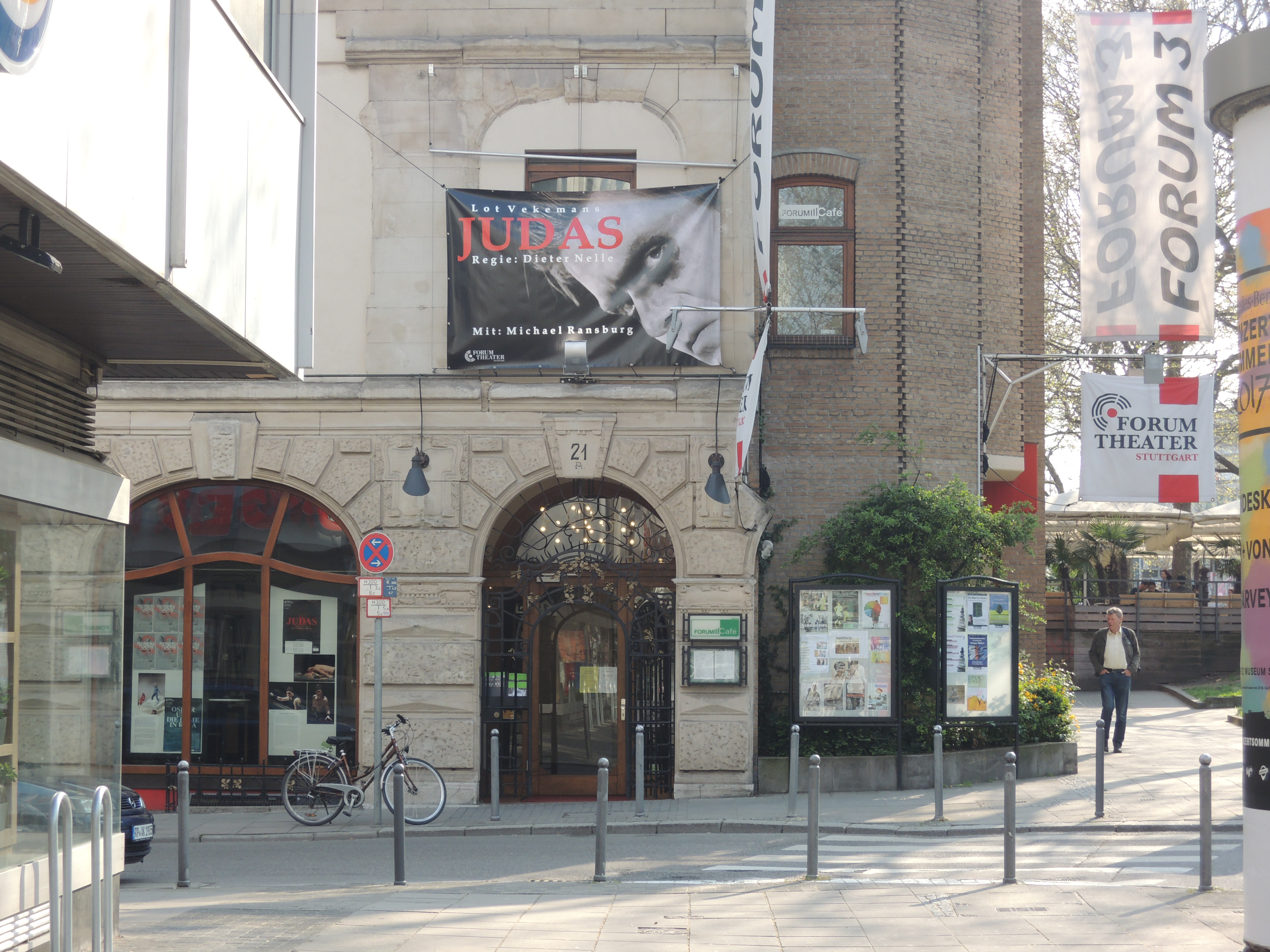
Außenansicht des Forum Theater

Im Jahr 1973 entstand das erste Mal so etwas wie ein Theaterraum: 8 m² Bühne. Zwei Jahre später fand die Gründung eines Theaters statt, das mittlerweile zu den angesehensten Stuttgarts zählt: die „tri-bühne“.
Im Jahr 1977, dem „Deutschen Herbst“, stieß der Clown Frieder Nögge († 2001) zum Forum Theater. 16 Inszenierungen entstanden in dieser Zeit, alles Uraufführungen. Im Jahr 1982 entstand anlässlich eines großen Umbaus des gesamten Forum 3 ein neues Theater.
Im Jahr 1987 ging Nögge nach Hamburg und die Schauspielerin und Forum-3-Gründerin Elke Woitinas übernahm die Theaterleitung, die sie bis 2022 innehatte. Seit der Spielzeit 2022/23 ist der Regisseur Dieter Nelle Intendant des Forum Theaters Stuttgart.

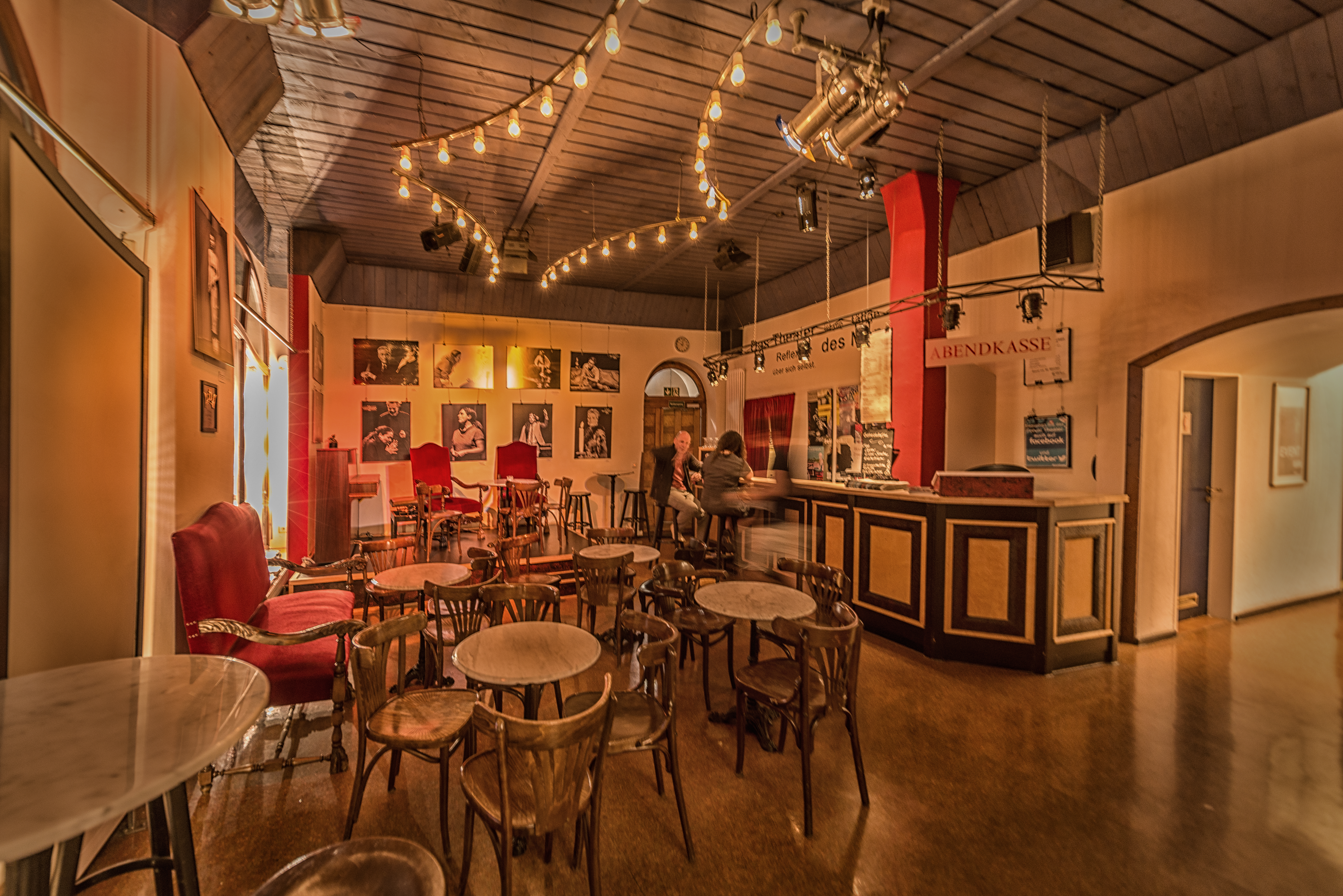
Foyer mit Bar im Forum Theater

## Ensemble
Das Forum Theater verfügt über einen Stamm an freien, professionellen Schauspielern, Regisseuren und Bühnenbildnern. Pro Spielzeit kommen in der Regel drei Eigenproduktionen zur Premiere. Ergänzt wird der Spielplan durch Gastspiele und Produktionen freier Gruppen, die im Haus entstehen.

## Eigenproduktionen
Pro Spielzeit kommen mindestens drei Eigenproduktionen zur Premiere. Ergänzt wird der Spielplan durch Gastspiele und Produktionen aus dem Repertoire.
Das Spektrum an Eigenproduktionen reicht von Goethes Iphigenie auf Tauris oder Monsieur Ibrahim und die Blumen des Koran von Éric-Emmanuel Schmitt, über Effi Briest von Theodor Fontane sowie Kopenhagen von Michael Frayn oder Judas von Lot Vekemanns bis hin zu Der kleine Prinz von Antoine de Saint-Exupéry.
Mit der Inszenierung von Das Wintermärchen von William Shakespeare wurde das Forum Theater 2016 mit dem Monica-Bleibtreu-Preis auf den Privattheatertagen Hamburg ausgezeichnet.
2021 bekam die Produktion Ein Waldspaziergang von Lee Blessing den Monica-Bleibtreu-Preis (Publikumspreis) verliehen.
Allen Inszenierungen ist gemeinsam, dass Fragen und Situationen zur Darstellung kommen, die über den Tag hinaus Gültigkeit haben. Dem entspricht eine Ästhetik, die zeitgemäß, aber nicht zeitgeistig ist. Die Inszenierungen werden im jeweiligen Feuilleton der Stuttgarter Zeitung und der Stuttgarter Nachrichten besprochen.

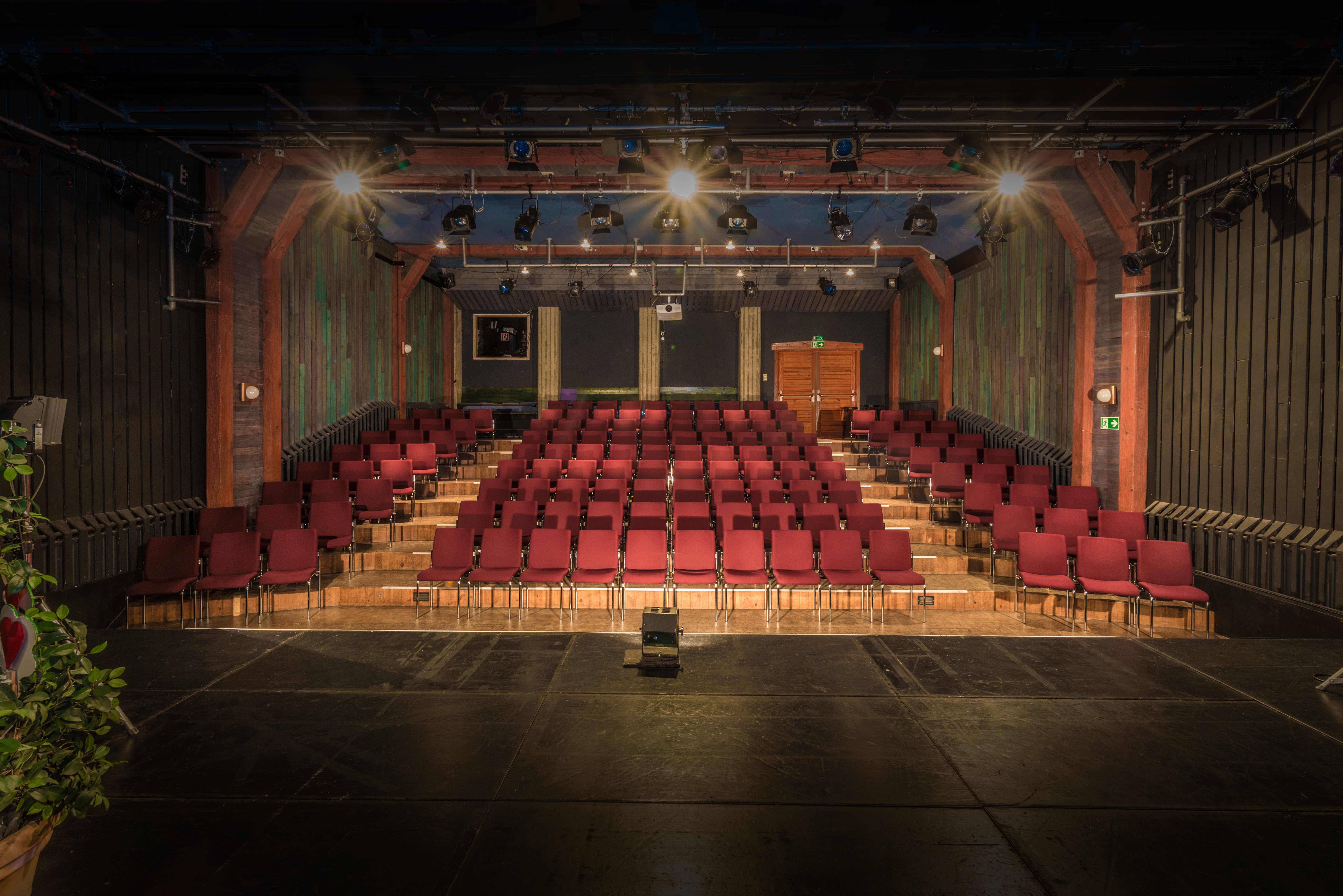
Die Bühne des Forum Theater

## Gastspiel
Seit 1990 sind bzw. waren der Clown Dimitri († 2016), die ›Famiglia Dimitri‹ und die Scuola Teatro Dimitri fester Bestandteil des Spielplans.
Einmal pro Monat finden Jazz-Konzerte der IG JAZZ Stuttgart e. V. im Theaterfoyer statt.

## Auszeichnungen
- 2005 Stuttgarter Theaterpreis[7]
- 2016 1. und 2. Preis beim Monospektakelfestival/Reutlingen für zwei Solo-Stücke[8]
- 2016 Monica-Bleibtreu-Preis[9]
- 2019 1. Preis bei Monospektakelfestival/Reutlingen für die die Produktion EVENT
- 2021 Monica-Bleibtreu-Preis